# La Chute du Reichenbach
Pour l’article homonyme, voir chutes du Reichenbach pour les chutes d'eau en Suisse.
La Chute du Reichenbach (The Reichenbach Fall) est le troisième épisode de la deuxième saison de la série télévisée Sherlock diffusé pour la première fois sur BBC One et BBC One HD le 15 janvier 2012.
Librement adapté du Dernier Problème (The Final Problem) de Sir Arthur Conan Doyle, le titre est une référence aux chutes du Reichenbach, où Holmes et Moriarty sont supposés avoir trouvé la mort dans l'histoire originale.

## Intrigue
L'épisode s'ouvre sur le premier rendez-vous de Watson avec sa psychologue depuis dix-huit mois. Il tente de lui expliquer la raison de sa visite impromptue, et finit par lui dire « mon meilleur ami, Sherlock Holmes, est mort ». En flashback, trois mois plus tôt, Holmes reçoit divers cadeaux de la part des personnes pour qui il a résolu des enquêtes, s'attirant ainsi l'attention non désirée des médias.
Pendant ce temps, Moriarty, récemment libéré de prison par Mycroft Holmes, entreprend de déjouer la surveillance de la Tour de Londres, et de s'emparer des Joyaux de la Couronne où ils sont exposés, en même temps qu'il organise, à l'aide d'un code numérique via son téléphone, l'ouverture du coffre fort de la Banque d'Angleterre et de la Prison de Pentonville. Avant de briser la vitre protégeant les Joyaux, il y écrit les mots « Trouvez Sherlock », de façon qu'ils soient vus par les caméras de surveillance. Il attend alors la police assis sur un trône et vêtu des bijoux.
Sherlock est appelé à témoigner au procès de Moriarty. Bien qu'il explique que Moriarty est le cerveau criminel derrière les différents casses, Moriarty menace les familles des membres du jury qui le déclarent non coupable, en dépit de l'absence de défense de celui-ci. Après sa libération, Moriarty rend visite à Sherlock au 221B Baker Street, à qui il explique qu'il a des plans le concernant, et en profite pour lui signifier sa reconnaissance de dette (pour avoir facilité ses plans dans Un scandale à Buckingham) par l'acronyme « I O U ». Pendant ce temps, Mycroft informe John qu'un certain nombre d'assassins mondialement connus ont élu domicile dans la rue, et lui demande de veiller sur Sherlock.
Sherlock et John enquêtent sur l'enlèvement des enfants de l'ambassadeur américain, soigneusement orchestré par Moriarty pour faire de Sherlock un suspect en faisant croire que c'est lui qui l'avait organisé. En effet, la petite fille qu'il retrouve se met à hurler à l'instant où Sherlock entre dans la pièce, et Lestrade, poussé par le sergent Donovan et le légiste Anderson, finit par mettre Sherlock en état d'arrestation, mais ce dernier s'échappe avec John. Ils réalisent que les assassins, engagés par Moriarty à la suite de son message « Trouvez Sherlock », sont convaincus que Sherlock détient une clé électronique permettant d'ouvrir tous les systèmes de sécurité modernes, chacun d'entre eux essayant de mettre la main dessus avant les autres.
Ils forcent la porte d'une journaliste qui avait annoncé son intention de publier un portrait à charge de Sherlock. Ils découvrent alors que Moriarty a créé une fausse identité, Richard Brook, qui serait en fait un acteur engagé par Sherlock pour prétendre être un criminel, et participer à sa renommée. Acculé, tout le monde croyant qu'il est en fait un imposteur, Sherlock tente une dernière manœuvre. Débarrassé de John, il contacte Molly à l'hôpital, et demande son aide. Quant à lui, John rencontre Mycroft, qui lui avoue qu'il a divulgué des informations personnelles sur Sherlock à Moriarty pendant l'interrogatoire de celui-ci, quelques mois plus tôt, en espérant le faire parler.
John retrouve Sherlock à St Barts, mais repart rapidement après avoir appris que Mrs Hudson avait été blessée. Sherlock organise une rencontre avec Moriarty sur le toit de l'hôpital, et lui annonce qu'avec le code que Moriarty lui a transmis en binaire au cours de sa première visite, il est capable de prouver que Richard Brook n'existe pas. Moriarty dévoile qu'il n'y a pas de code, que le code binaire qu'il avait vu était en fait une mélodie de Bach, que ses crimes avaient en réalité été commis avec des complices humains, et que Sherlock doit se suicider pour compléter son plan, sous peine d’ordonner l'exécution de John, Mrs Hudson et Lestrade. Réalisant qu'il est le seul à pouvoir empêcher les assassinats, Moriarty se tire une balle dans la bouche.
Désormais sans moyen d'empêcher le meurtre de ses amis, Sherlock appelle John, qui revient de Baker Street après avoir découvert que Mrs Hudson n'était pas blessée. Lui annonçant qu'il avait menti depuis le début et qu'il avait organisé chaque succès de ses enquêtes, Sherlock dit au revoir à John et saute du toit de St Barts, sous l’œil de John depuis la rue. Après avoir été renversé par un cycliste dans sa précipitation, John observe le corps inanimé de Sherlock être transporté dans l'hôpital.
De retour dans le cabinet de sa psychologue, John est incapable d'exprimer ses sentiments vis-à-vis de la tragédie qui vient de toucher son ami, alors que The Sun titre « Le faux génie se suicide ! ». Plus tard, il se rend avec Mrs Hudson devant la tombe de Sherlock, devant laquelle John réaffirme sa foi envers lui, et le supplie de ne pas être mort. Dans l'ombre du cimetière, Sherlock observe silencieusement John qui s'éloigne.

## Distribution
- Benedict Cumberbatch (V.F. : Gilles Morvan) : Sherlock Holmes
- Martin Freeman (V.F. : Yann Peira) : Dr John Watson
- Andrew Scott (V.F. : Cédric Dumond) : Jim Moriarty
- Mark Gatiss (V.F. : Patrick Osmond) : Mycroft Holmes
- Una Stubbs (V.F. : Nicole Favart) : Mrs Hudson
- Louise Brealey (V.F. : Marine Tuja) : Molly Hooper
- Rupert Graves (V.F. : Loïc Houdré) : DI Lestrade
- Vinette Robinson (V.F. : Laura Zichy) : Sgt. Sally Donovan
- Jonathan Aris (V.F. : Pierre Laurent) : Anderson
- Katherine Parkinson : Kitty Reilly

## Influences
L'épisode est inspiré de la nouvelle Le Dernier problème (The Final Problem), dans laquelle Holmes et Moriarty s'opposent,. Bien que le titre soit une référence aux Reichenbach Falls, où Holmes et Moriarty sont supposés avoir trouvé la mort dans l'histoire originale, les chutes du Reichenbach se réfèrent dans l'épisode à un tableau volé de Turner que Sherlock retrouve.
Comme les précédents épisodes, celui-ci contient un certain nombre de références à diverses histoires écrites par Conan Doyle.
Le nom du criminel Ricoletti est tiré du Rituel des Musgrave (The Adventure of the Musgrave Ritual).  La technique des traces de pas trempées dans l'huile de lin, provient du Trois-Quart manquant.
Il y a aussi des similitudes avec les adaptations des aventures de Sherlock Holmes par Granada Television avec Jeremy Brett, lorsqu'il retrouve une Mona Lisa, volé par les hommes de Moriarty avant sa confrontation avec le criminel. La fausse identité de Moriarty (un acteur engagé par Sherlock) fait allusion au film Élémentaire, mon cher... Lock Holmes (Without a Clue), dans lequel Holmes lui-même (interprété par Michael Caine) était un acteur engagé par Watson (Ben Kingsley) pour cacher son identité. L'effraction de Moriarty à la Tour de Londres est une référence au film Sherlock Holmes (The Adventures of Sherlock Holmes, 1939), dans lequel le criminel tente de voler les joyaux de la Couronne. La visite de Moriarty au 221B Baker Street renvoie au film de 1945 La Femme en vert (The Woman in Green) avec Basil Rathbone.

## Production

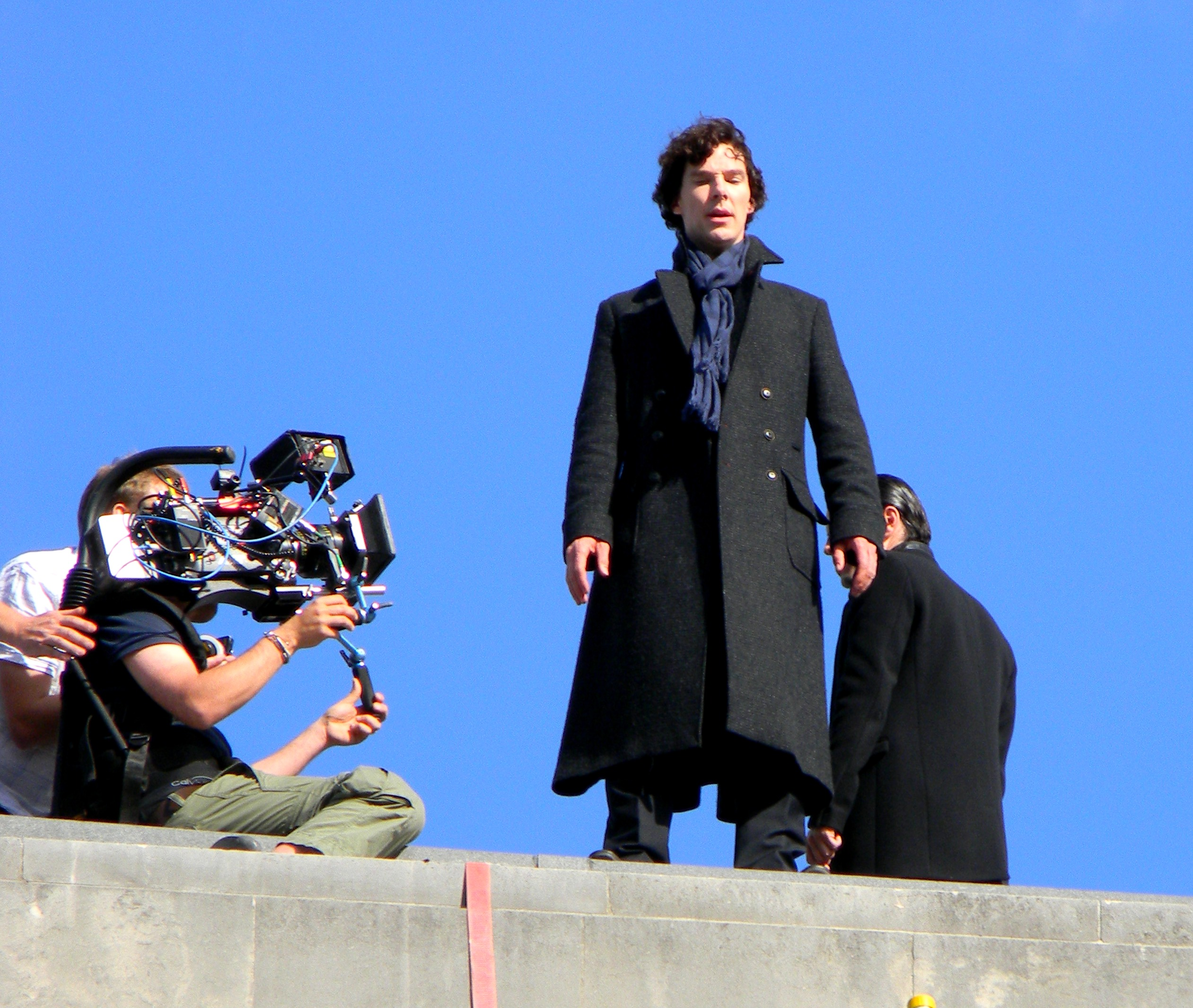
Tournage de l'épisode sur le toit du St Bartholomew's Hospital.

Certains scènes se déroulant à la Tour de Londres ont été filmés au sein du château de Cardiff (pays de Galles). Le reste de l'épisode a été tourné au cimetière de Newport, à Tredegar House et au Cardiff City Hall, ainsi que dans d'autres zones de la ville, notamment Cardiff Bay.

## Accueil

### Audiences
L'épisode a été regardé par 7,9 millions de téléspectateurs le premier soir, pour un total de 30 % de part d'audience. Cela marque un léger recul de l'audience par rapport aux précédents épisodes de la saison (respectivement 8,8 et 8,2 millions) ; l'audience de la première semaine atteint cependant 9,7 millions de téléspectateurs.
En France, l'épisode a connu un grand succès, étant suivi par 1,3 million de téléspectateurs soit 4,8 % de parts de marché sur France 4. Rediffusé sur France 2 le 17 juillet 2013, il a été regardé par 2,1 millions de téléspectateurs soit 10,4 % de parts de marché.

### Accueil critique
À l'instar des deux autres épisodes de la deuxième saison, la critique a été largement positive pour ce troisième. Sam Wollaston, dans The Guardian félicite Steve Thompson pour son scénario et ajoute que l'« épisode est à la fois fidèle au Dernier problème de Sir ACD, et s'égare parfois avec des téléphones portables et le piratage informatique... Mais cela n'est pas ressenti comme de la tricherie, plutôt comme une relation ouverte, où les deux parties sont consentantes, ». Wollaston explique aussi que l'épisode se concentre plus sur les relations entre les personnages, contrastant en cela avec l'atmosphère sinistre de l'épisode précédent.
Dans The Telegraph, Sarah Crompton évoque Cumberbatch, qui « surfe sur la vague de ce qui a été un triomphe » et ajoute que « le scénariste Steve Thompson a laissé un peu trop son empreinte... et le résultat est un peu verbeux, bien que certaines répliques soient merveilleuses,. »
À propos du cliffhanger de fin, Tom Sutcliffe écrit dans The Independent que « Moffat et ses collègues se sont ensevelis dans un tunnel qui mène à la troisième saison. S'ils n'expliquent pas [les éléments non résolus de cet épisode], il va y avoir des émeutes,. »
Le British Board of Film Classification a classé l'épisode du « 12 Certificate » (déconseillé aux moins de 12 ans) pour « de la violence modérée et du sang ».